# 후이티넨

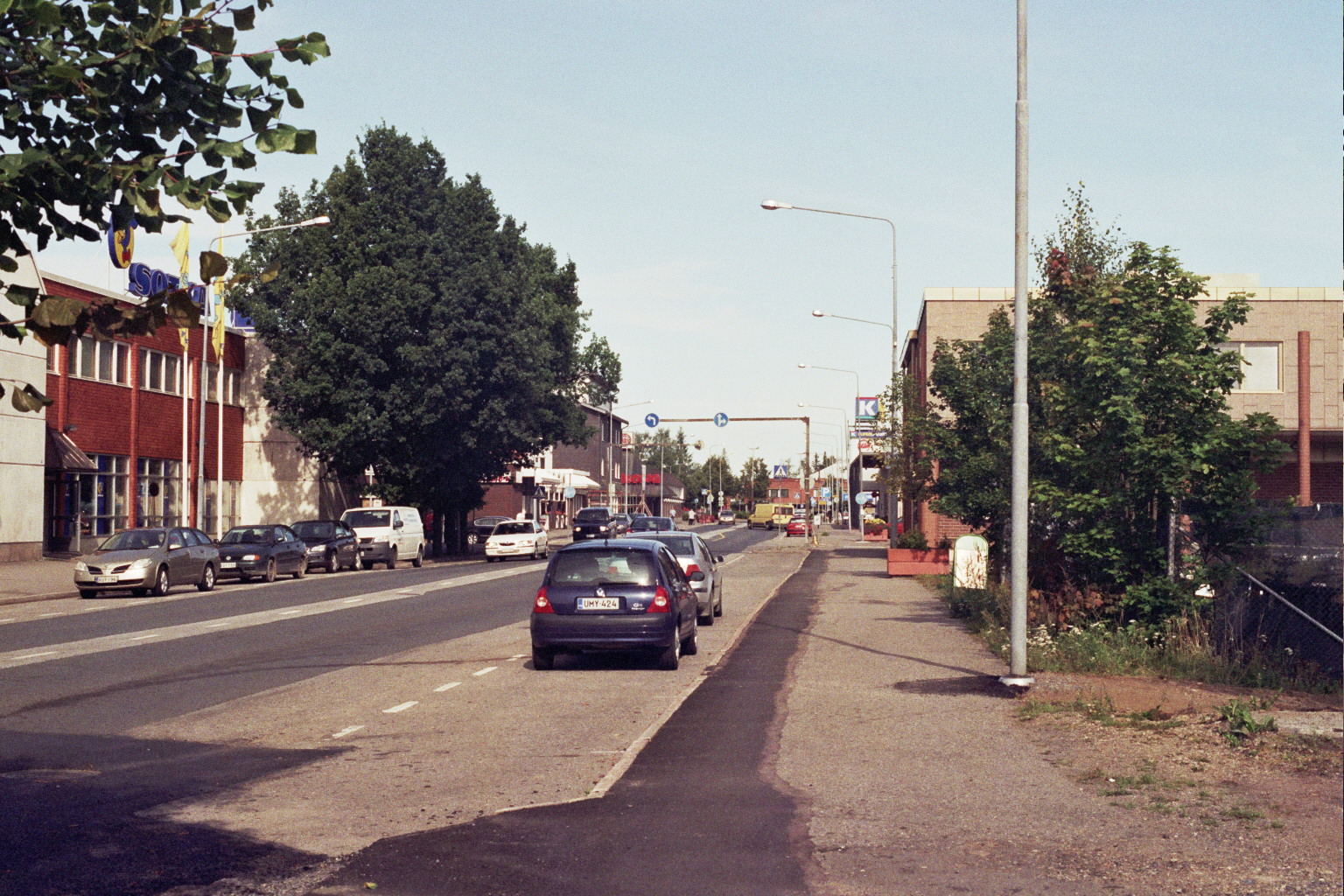
후이티넨

후이티넨의 위치

후이티넨(핀란드어: Huittinen, 스웨덴어: Vittis)은 핀란드 사타쿤타 지역에 위치한 도시로 면적은 539.59km2, 인구는 10,465명(2016년 기준), 인구 밀도는 19.65명/km2이다.

시 문장

## 같이 보기
- 국도 제2호선 (핀란드)